# Yelyzaveta Bochkaryova
Yelyzaveta Valeriïvna Bochkarova, também escrito como Elizaveta Bochkaryova (em ucraniano:  Елизавета Валеріївна Бочкарьова; Leópolis, 5 de maio de 1978) é uma ciclista olímpica ucraniana.
Bochkaryova representou sua nação nos Jogos Olímpicos de Verão de 2012, em Londres, onde competiu na prova de perseguição por equipes.